# Île du Milieu
Pour les articles homonymes, voir Middle Island.
L'île du Milieu (Middle Island en anglais) est une île au sud de la côte de l'Australie-Occidentale, située dans l'archipel de la Recherche et actuellement inhabitée.
Elle est longue de 6,5 kilomètres et occupe une surface de 1 080 hectares. Elle est située à environ 9 kilomètres au sud du parc national du cap Arid. Elle est la plus grande île de l'archipel de la Recherche et célèbre pour abriter le lac Hillier, qui a une couleur rose unique au monde.

## Géographie
L'île doit son nom au chevalier Antoine Bruny d'Entrecasteaux. Matthew Flinders la visite en janvier 1802 et gravit les 185 mètres du pic (appelé depuis Flinders Peak) pour examiner les îles environnantes. L'île abrite le lac Hillier, dans lequel John Thistle, le capitaine de l'Investigator, recueille quelques échantillons de sel.
Philip Parker King y accoste en 1818 et y perd deux ancres qui sont retrouvées en 1973. Des chasseurs de phoques opèrent depuis l'île durant les années 1800. Le pirate Black Jack Anderson se sert de l'île comme base dans les années 1820 et 1830 pour lancer des raids sur les navires reliant Adélaïde à Albany.
Le navire Belinda fait naufrage sur l'île en 1824. En 1826, huit Anglais, abandonnés sur l'île par le capitaine du navire Governor Brisbane, sont retrouvés par l'explorateur français Dumont d’Urville qui naviguait à bord de l'Astrolabe. Le Mary-Jane y fait naufrage en 1875. En 1889, Edward Andrews étudie la possibilité d'exploiter commercialement le sel du lac Hillier, et s'installe brièvement sur l'île avec ses deux fils. Ils partent après avoir travaillé dans les dépôts de sel pendant un an environ.
Le Rodondo y fait naufrage en 1894 et l'Eclipse connaît un sort similaire en 1898. Le SS Penguin fait naufrage en 1920, alors qu'il tente de s'abriter d'un coup de vent.
L'île abrite une population de wallabies et de rats de brousse. Bien que de nos jours inhabitée, elle est une destination privilégiée des touristes dans la région, qui accostent en bateau sur les plages avant d'aller observer le lac Hillier.